# خودرو فایتون

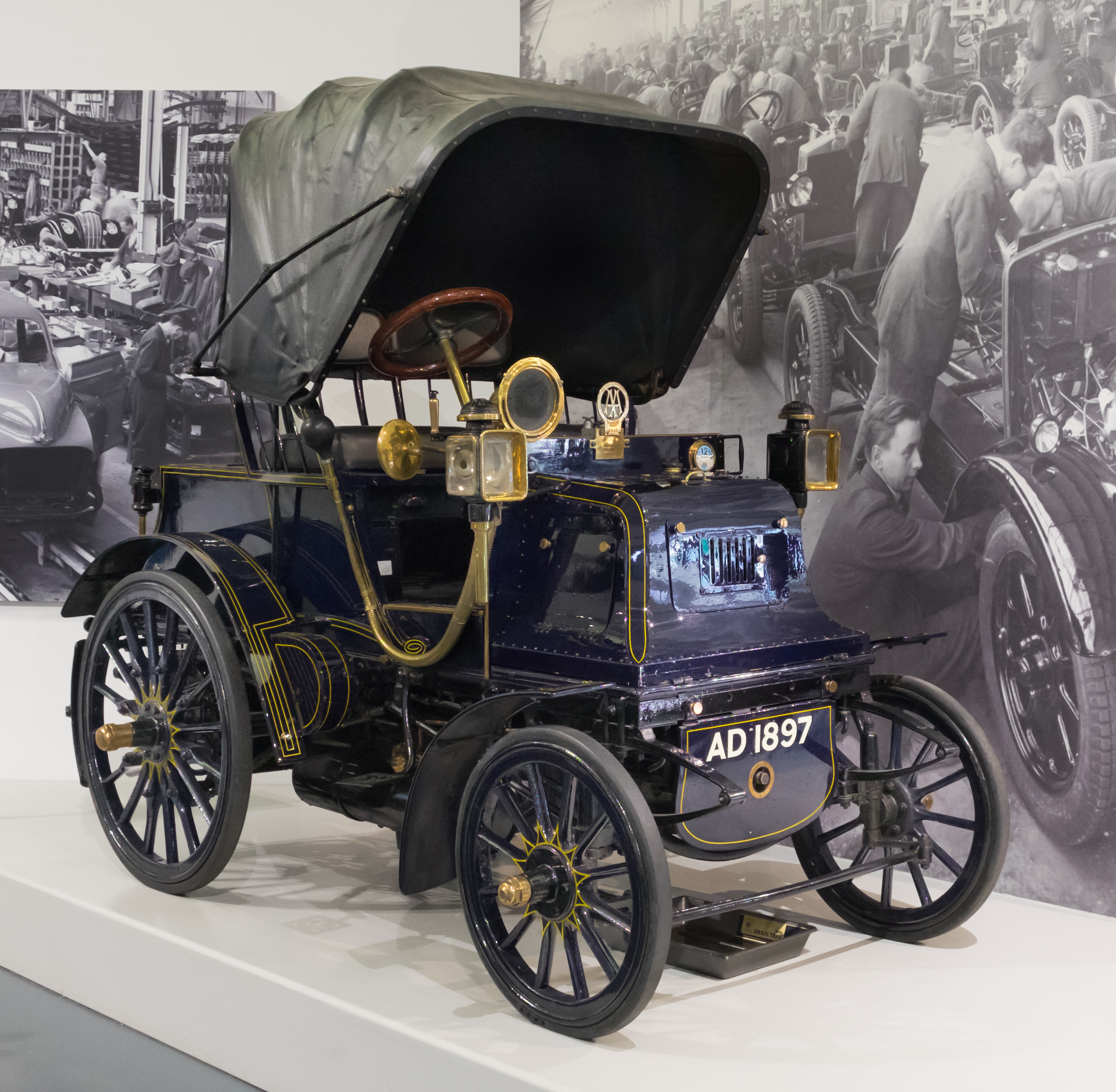
فایتون گرفتون دایملر ۱۸۹۷

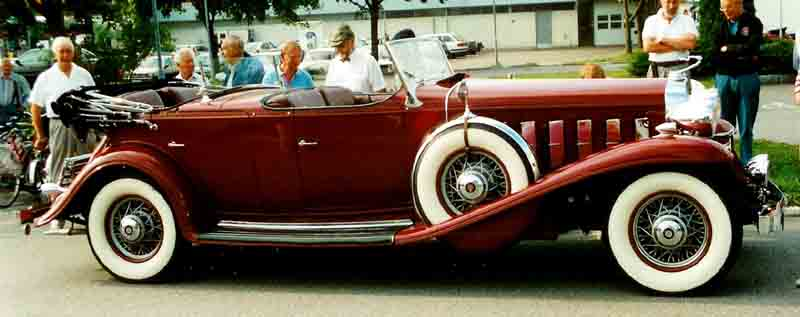
کادیلاک وی-۱۶ دوئل کول ۱۹۳۲

خودروی فایتون (به انگلیسی: Phaeton body) سبکی از خودروهای روباز بدون هیچ حفاظی در برابر آب‏‌و‏هوا بود که در فاصله سالهای ۱۹۰۰ تا ۱۹۳۰ رواج داشت. این سبک از خودرو معادل کالسکه‌های سبک و سریع فایتون بود که توسط اسب کشیده می‌شد.